# Artdink
Artdink Corporation (株式会社アートディンク?) är en japansk utvecklare av datorspel, baserade på Tsukishima, Tokyo.